# Theodore Collet
Theodore David Anthony Collet, född 19 oktober 1901 i Lambeth, död 26 april 1984 i Scottsdale, var en brittisk roddare.
Collet blev olympisk bronsmedaljör i singelsculler vid sommarspelen 1928 i Amsterdam.